# Foramen sphenopalatinum

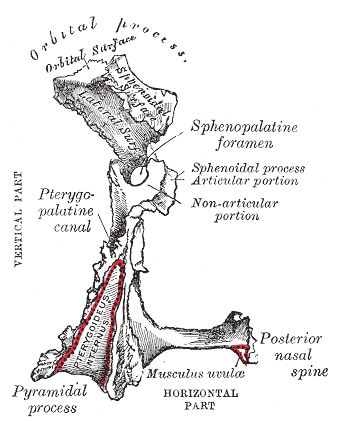
A szájpadcsont (fent lehet látni a foramen sphenopalatinumot)

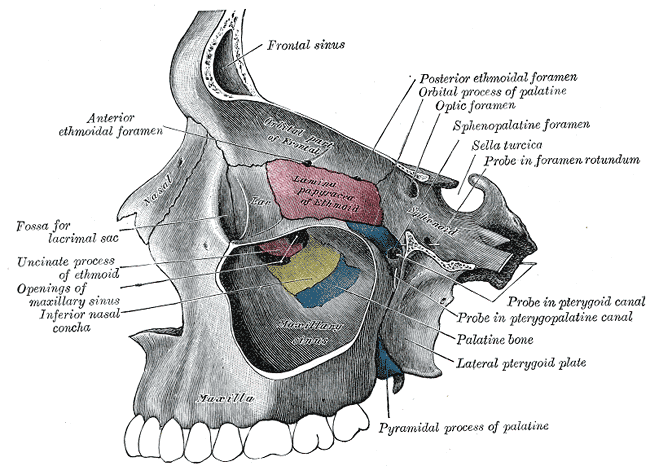
Egy részlet az emberi koponyából (jobb oldalon felülről az ötödik írás jelöli a foramen sphenopalatinumot)

A foramen sphenopalatinum egy koponyalyuk a szájpadcsonton (os palatinum). Az orrüreg (cavum nasi) és a fossa pterygopalatina között. Az arteria sphenopalatina, a ramus nasales externi nervi infraorbitalis és a nervus nasopalatinus megy rajta keresztül.